# پیتر هاول
پیتر هاول (انگلیسی: Peter Howell؛ ۲۵ اکتبر ۱۹۱۹ – ۲۰ آوریل ۲۰۱۵) بازیگر اهل بریتانیا بود.
از فیلم‌ها یا مجموعه‌های تلویزیونی که وی در آن‌ها نقش داشته‌است، می‌توان به سرزمین سایه‌ها، شاهدخت کارابو، افسارگسیخته، رایلی، تک‌خال جاسوس‌ها، تفاله و پوآرو اشاره نمود.